# 葡萄糖漿

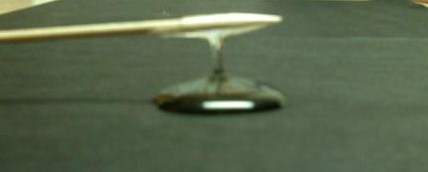
黑色表面上的葡萄糖浆

葡萄糖浆是指由淀粉水解而形成的一種糖漿。其中葡萄糖漿名稱中的葡萄糖是一种糖。在美国，通常用玉米作为淀粉的来源，所以有時用玉米製成的葡萄糖漿又被称为玉米糖浆，不過也有葡萄糖浆是用马铃薯和小麦中的澱粉制成的第 21 。葡萄糖浆可以增加食品甜味和软化食物，從而使得食物能更容易咀嚼。
1811年，戈特利布·基尔霍夫在俄国首次通過加热和利用硫酸制成葡萄糖浆。